# Attwater Prairie Chicken National Wildlife Refuge
L'Attwater Prairie Chicken National Wildlife Refuge est une aire protégée américaine située dans le comté de Colorado, au Texas. Ce National Wildlife Refuge a été fondé en 1972 et protège principalement une sous-espèce de tétras des prairies.